# 老舍乡
老舍乡是中国江苏省盐城市响水县下辖的一个乡。

## 行政区划
老舍乡下辖以下行政区：
老舍居委会、东吴居委会、花枝村、尚圩村、树圩村、四烈村、大口村、新舍村、恩覃村、红旗村